# Karl Löwith
Karl Löwith (psevdonim Hugo Fiala), nemški filozof judovskega rodu, * 9. januar 1897, München, † 26. maj 1973, Heidelberg.

## Življenje
Karl Löwith se je rodil 9. januarja 1897, Wilhelmu in Margarete Löwith. Njegov oče je bil znani slikar. Obiskoval je realko v Münchenu. Po maturi se je kot prostovoljec pridružil nemški vojski v prvi svetovni vojni. Med vojno je bil huje ranjen in je nekaj časa bil v italijanskem vojnem ujetništvu. 1917 so ga izpustili, tako da se je lahko vrnil v domače mesto. 
Tam se je lotil študija biologije in filozofije. 1919 je z münchenske univerze prešel v Freiburg na Univerzo Alberta Ludwiga, kjer je študiral pri Edmundu Husserlu, njegovemu tedanjemu asistentu Martinu Heideggerju ter pri zoologu Hansu Spemannu. 1922. se je ponovno vrnil na Univerzo v Münchenu, kjer je promoviral 1923. pri fenomenologu Moritzu Geigerju s študijo »Razlaga o Nietzschejevi samo-interpretaciji in o interpretacijah Nietzscheja«. Leta 1924 je sledil Martinu Heideggerju v Marburg, kjer je med drugim spoznal Lea Straussa, Gerharda Krügerja, Hermanna Deckerta in Hans-Georga Gadamerja 1928. se je habilitiral pri Heideggerju na temo »Individuum v vlogi sočloveka«. Nato je vse do 1934. kot docent (Privatdozent) predaval na Univerzi v Marburgu o filozofiji zgodovine, filozofiji eksistence, filozofski antropologiji ter psihoanalizi.
Ob prihodu nacistov na oblast mu je bilo onemogočeno akademsko delo, saj je za Jude veljala prepoved poučevanja in publiciranja. Tako je moral 1934. emigrirati in je s pomočjo Rockefellerjeve štipendije odšel v Rim, kjer je v naslednjih dveh letih končal svoji monografiji »Nietzschejeva filozofija večnega vračanja enakega« in »Jacob Burckhardt«.
Nato se je preselil na Japonsko, kjer je med letoma 1936 in 1941 predaval kot profesor na Cesarski univerzi Tōhoku v Sendaiju (današnja Univerza Tōhoku). Spričo pakta med Japonsko in Nemčijo je moral Löwith zapustiti Japonsko, saj ta več ni tolerirala nemških emigrantov. Tokrat je odšel v ZDA, kjer se je na priporočilo Paula Tillicha in Reinholda Niebuhra zaposlil na Teološkem semenišču v Hartfordu. Iz tega časa izvirajo njegovi najbolj znani spisi »Od Hegla do Nietzscheja« ter »Svetovna zgodovina in dogajanje odrešitve« (Weltgeschichte und Heilsgeschehen; ang. naslov: Pomen v zgodovini - Meaning in History). V pismu Leu Straussu iz leta 1948 je Löwith svoj položaj na semenišču opisal, da je kot »riba, ki na suhem pesku protestantske teologije hlepi po vodi in zraku«.